# Johannes de Garlandia
Johannes de Garlandia (13de eeuw) wordt beschouwd als de uitgever van De Mensurabili Musica (ca. 1240) het belangrijkste werk in verband met het ritmepatroon in de Ars antiqua gebruikt in de School van de Notre-Dame van Parijs.
Over het leven van Johannes de Garlandia is zo goed als niets gekend. Men vermoedt dat hij een boekhandel/uitgeverij had in Parijs en dat hij geen muziektheoreticus was. Een ander werk dat hem wordt toegeschreven is De plana musica.
De twee werken hebben de muziekgeleerde Franco van Keulen beïnvloed. Hij mag niet verward worden met zijn tijdgenoot Jan van Garland, filoloog.